# Rasa del Salt
La Rasa del Salt, anomenada també Rasa del Sallent en el tram inicial, és un torrent afluent per la dreta de la Riera de Navel que neix al sud del poble de Capolat (Berguedà). El su nom prové del fet que poc després del seu naixement salta els Cingles de Capolat pel Salt de Sallent.

## Municipis per on passa
Des del seu naixement, la Rasa del Salt passa successivament pels següents termes municipals.
|                                            | Longitud (en m.) | % del recorregut |
| ------------------------------------------ | ---------------- | ---------------- |
| Per l'interior del municipi de Capolat     | 1.657            | 27,59%           |
| Per l'interior del municipi de l'Espunyola | 3.306            | 55,05%           |
| Per l'interior del municipi de Montclar    | 1.042            | 17,35%           |

## Xarxa hidrogràfica
La xarxa hidrogràfica de la Rasa del Salt està integrada per 15 cursos fluvials que sumen una longitud total de 15.584 m.